# Conus coccineus
Espèce
Statut de conservation UICN

 LC  : Préoccupation mineure
Conus coccineus est un mollusque gastéropode marin appartenant à la famille des Conidae.

## Répartition
Pacifique Sud.

## Philatélie
Ce coquillage figure sur une émission de la Nouvelle-Calédonie de 1968 (valeur faciale : 70 F).